# Noi siamo navigatori
Noi siamo navigatori è una commedia in un atto unico di Eduardo De Filippo, scritta in collaborazione con la sorellastra Maria Scarpetta nel 1932. Venne inscenata la prima volta al Teatro Kursaal di Napoli il 12 aprile 1932 dalla compagnia teatrale "Teatro umoristico i De Filippo" e non è mai stata pubblicata.

## Trama
Concetta e la madre Luisella gestiscono un bar nei pressi del porto da quando Giovanni, rispettivamente padre e marito delle due, è in carcere per omicidio. Le due vengono aiutate da due marinai senza soldi né donne, Carmeniello e Salvatore: il primo ama Concetta ma questa è innamorata di Gennarino, suo fidanzato.
Per conquistare la donna Salvatore suggerisce all'amico di inscenare un suicidio d'amore che scioglierà il cuore alla donna: allontanatisi per acquistare un blando veleno, soggiunge nel bar Mimì, un uomo bellissimo e sempre attorniato da donne che tenta di scansare poiché sono per lui troppe. Concetta rivela a Mimì di avere preoccupazione per il sentimento di Carmeniello e gli chiede di dissuaderlo dal proposito di farle la corte, dichiarandosi impegnata col cuore: Mimì crede che il corteggiamento sia rivolto a lui e rimane solo nel bar a sbuffare quando torna Giovanni, scarcerato e in cerca degli amici
dell'uomo ucciso per completare la sua vendetta. Rientrano Carmeniello e Salvatore, di ritorno dalla farmacia, e Giovanni li scambia per coloro a cui ha promesso morte certa: un arresto fulmineo impedisce una strage sicura.
Carmeniello prepara la scena madre del suicidio, che si rivela ridicola ma che sortisce in parte l'effetto desiderato: Concetta viene presa dai rimorsi e si lamenta del suo destino con Mimì, che chiude la commedia, poco prima dello svenimento della ragazza, lamentandosi del fatto che no, non si vuole sposare con lei.